# Alfons De Wolf

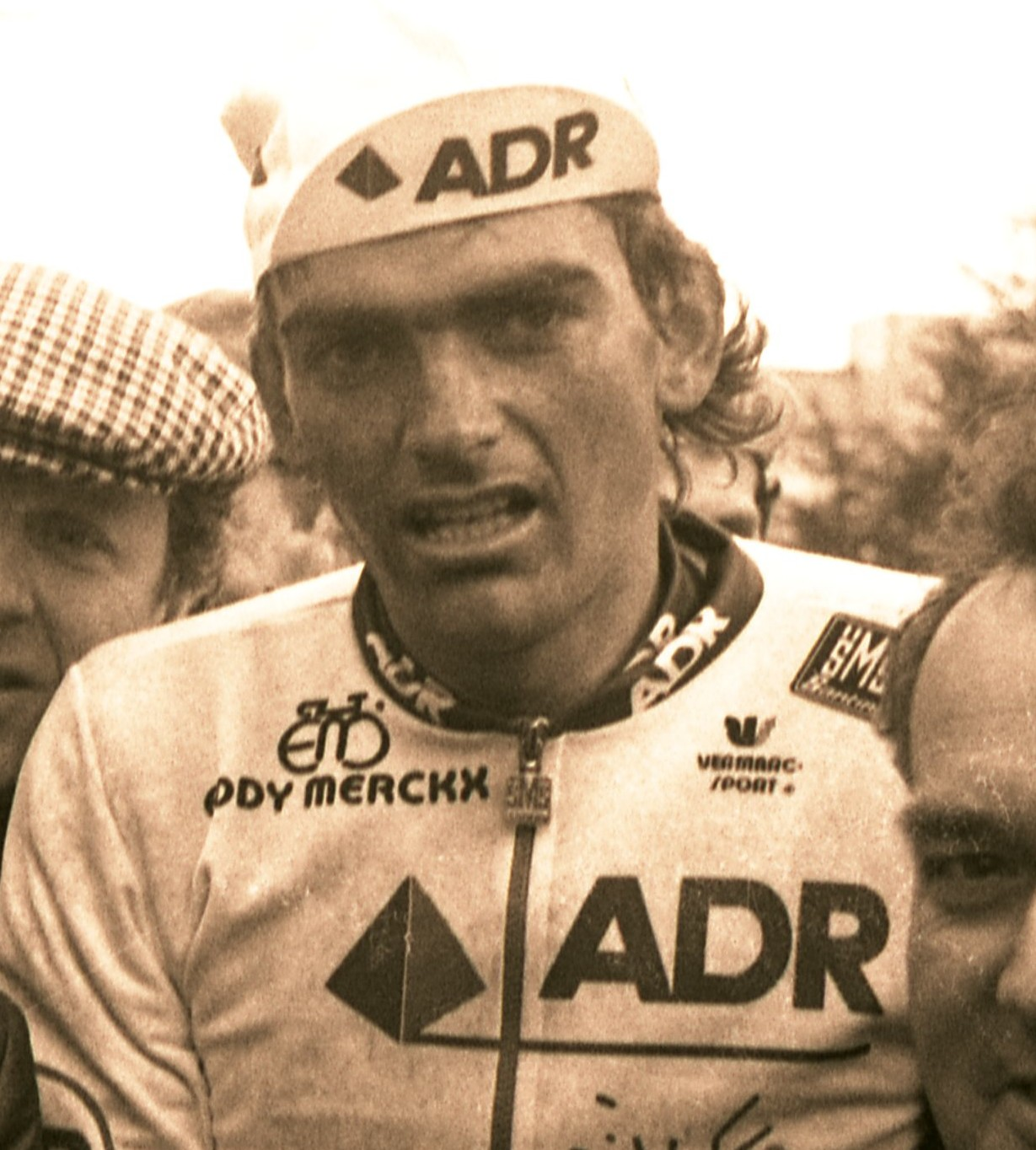
Alfons De Wolf bei Dwars door Vlaanderen 1988

Alfons „Fons“ De Wolf (* 22. Juni 1956 in Willebroek, Antwerpen) ist ein ehemaliger belgischer Radrennfahrer. Er war Profi-Rennfahrer von 1979 bis 1990. In seiner Heimat wurde er als der „neue Eddy Merckx“ betrachtet, eine Erwartung, die er allerdings nicht erfüllen konnte.

## Sportliche Laufbahn
1976 nahm De Wolf an den Olympischen Sommerspielen 1976 in Montréal teil und belegte beim Straßenrennen den vierten Platz. 1978 wurde er Belgischer Meister der Amateure und gewann die Amateurausgabe von Paris–Roubaix. De Wolf wechselte 1979 zu den Profis und konnte 5 Etappen und die Punktewertung in der Vuelta a España gewinnen. In seinem zweiten Profijahr gewann De Wolf den Giro di Lombardia. 1981 gelang ihm der Sieg bei Mailand–Sanremo. 1982 belegte er den zweiten Platz bei Lüttich–Bastogne–Lüttich. 1982 und 1983 gewann er den Omloop Het Volk. Bei der Vuelta a España 1984 und bei der Tour de France 1984 gewann er je eine Etappe.
Nach 1985 gelangen De Wolf keine Siege mehr bei großen Rennen und schließlich trat er 1990 vom aktiven Radsport zurück. Angeblich war er nach seiner aktiven Zeit als Beerdigungsunternehmer in Breendonk tätig.

## Erfolge
1979
- fünf Etappen und  Punktewertung Vuelta a España

1980
- Lombardei-Rundfahrt
- eine Etappe Drei Tage von De Panne
- eine Etappe Belgien-Rundfahrt
- Trofeo Baracchi
- Druivenkoers

1981
- Mailand–Sanremo
- eine Etappe Belgien-Rundfahrt
- Circuit des Frontières
- Polder-Kempen
- eine Etappe Tour de Suisse
- Sechstagerennen von Antwerpen

1982
- Omloop Het Volk
- eine Etappe Drei Tage von De Panne
- eine Etappe 4 Jours de Dunkerque
- GP Alghero

1983
- Coppa Agostoni
- Omloop Het Volk
- Mannschaftszeitfahren Giro di Sardegna
- eine Etappe Setmana Catalana de Ciclisme
- eine Etappe Giro del Trentino
- Giro della Toscana
- Giro di Romagna

1984
- eine Etappe Tour de France
- eine Etappe Tour of Norway
- eine Etappe Tour de Romandie
- eine Etappe Andalusien-Rundfahrt

1985
- eine Etappe Vuelta a España
- eine Etappe Valencia-Rundfahrt

## Monumente-des-Radsports-Platzierungen
| Monument                 | 1979 | 1980 | 1981 | 1982 | 1983 | 1984 | 1985 | 1986 | 1987 | 1988 |
| ------------------------ | ---- | ---- | ---- | ---- | ---- | ---- | ---- | ---- | ---- | ---- |
| Mailand–Sanremo          | –    | 10   | 1    | 15   | –    | –    | 12   | 42   | 82   | 77   |
| Flandern-Rundfahrt       | 30   | 10   | 7    | 18   | 19   | –    | –    | 6    | 46   | 36   |
| Paris–Roubaix            | 9    | 6    | 10   | 13   | –    | 19   | –    | –    | –    | 27   |
| Lüttich–Bastogne–Lüttich | 8    | 4    | –    | 2    | 8    | –    | 37   | –    | –    | 15   |
| Lombardei-Rundfahrt      | –    | 1    | –    | 13   | –    | –    | –    | –    | –    | –    |